# Большой Конный полуостров
Большой Конный полуостров — посёлок, улица в Визовском микрорайоне Екатеринбурга, расположенный в акватории Верх-Исетского пруда.

## География
Посёлок и полуостров, на территории которого он расположен, находятся в западной части Екатеринбурга в Визовском микрорайоне Верх-Исетского района, в восточной части Верх-Исетского пруда.
Рельеф полуострова скалистый, окружающая местность болотистая. Преобладающая растительность: хвойные (сосны), мхи, лишайники, травянистые растения, кустарники, берёзы. Полуостров находится в акватории Верх-Исетского пруда — резервного источника водоснабжения Екатеринбурга. Вблизи полуострова лежит русло реки Исеть и озеро Здохня.
Всего в посёлке находится около 20 домов, 12 из которых стоят на единственной Водонасосной улице. Остальные дома имеют адрес Большой Конный полуостров. Полуостров соединён с городом автомобильной дорогой и 1 маршрутом общественного транспорта — трамвайный маршрут № 11, идущим по однопутной линии с ВИЗа, остановка Зелёный остров. По насыпи бывшей УЖД можно выехать на Новомосковский тракт. От полуострова идут дамбы на острова Баран и Высокий. Есть бетонка до озера Здохня, где расположены предприятия Водоканала.

## История

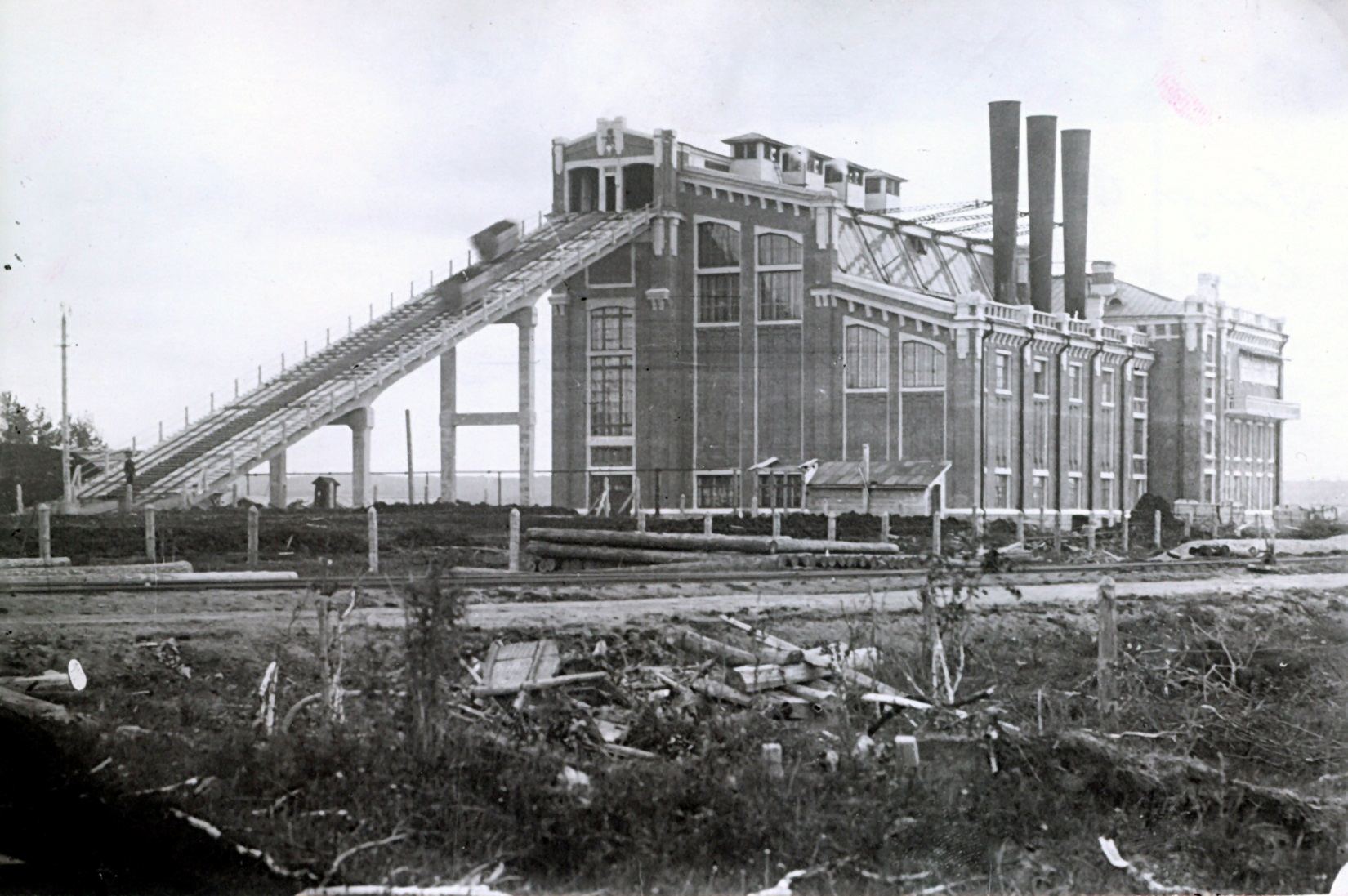
Свердловская ТЭС, 1927 год

Полуостров образовался в 1726—1727 годах вследствие создания искусственного водохранилища — Верх-Исетского пруда. До 1924 года территория была пустынной.
Большой Конный посёлок на полуострове возник в 1923 году, когда началось строительство первого в городе водопровода и электростанции большой мощности. Название полуострова произошло от названия посёлка, в свою очередь посёлок получил своё название в честь конки, по которой возили торф с торфорезного завода на широкой речке. Из-за схожести очертаний на карте местные жители называли полуостров «Кубой». В 1925 году состоялось открытие 1 в городе трубопровода в Верх-Исетский посёлок, которое привлекло большое внимание общественности и прессы. В 1927 году была запущена Свердловская ТЭС, которая позволила осуществить электрификацию Екатеринбурга. Основная часть зданий была построена для сотрудников Водоканала. В 1936 году для работников электростанции был построен дом-коммуна в стиле конструктивизм. В 1937 году в посёлке появилась школа. В 1965 году Свердловская ТЭС была остановлена и посёлок стал мононаправленным, обслуживая только предприятия Водоканала.
Жилищный фонд составляют частные дома, бараки и частично благоустроенные дома.
В настоящее время есть планы полной ликвидации посёлка, в случае если Екатеринбург получит право проведения международной выставки Expo 2025.

## Архитектура
Жилая архитектура представлена: 7 деревянными 2—3-х-этажными зданиями украшенными резными узорами, 2 типовыми кирпичными домами малой этажности, 5 домами различной этажности конца 1950-х, 1 домом в стиле конструктивизм и 1 домом в стиле модернизм. Нежилая архитектура представлена: 1 зданием в стиле конструктивизм (пожарная часть), комплексом зданий в стиле модерн, зданием в стиле неоклассицизм, 1 зданием в стиле модернизм.

## Достопримечательности
Природные
«Верх-Исетские каменные палатки» природный рельеф полуострова представлен скальными образованиями — каменными палатками, схожими с Шарташскими каменными палатками. Так же достопримечательностями ПО являются острова Высокий и Баран, пляжи и акватория Верх-Исетского пруда.
Архитектурные, исторические
В посёлке расположена вторая в городе электростанция, ныне заброшенная Свердловская ГЭС. Так же там расположен Дом коммуна 1936 года, построенный в стиле конструктивизма, школа в стиле неоклассицизм (ныне снесена) и пляж. Ещё одной достопримечательностью является развлекательный центр CUBA BEACH CLUB. Однопутная трамвайная линия.

## Галерея

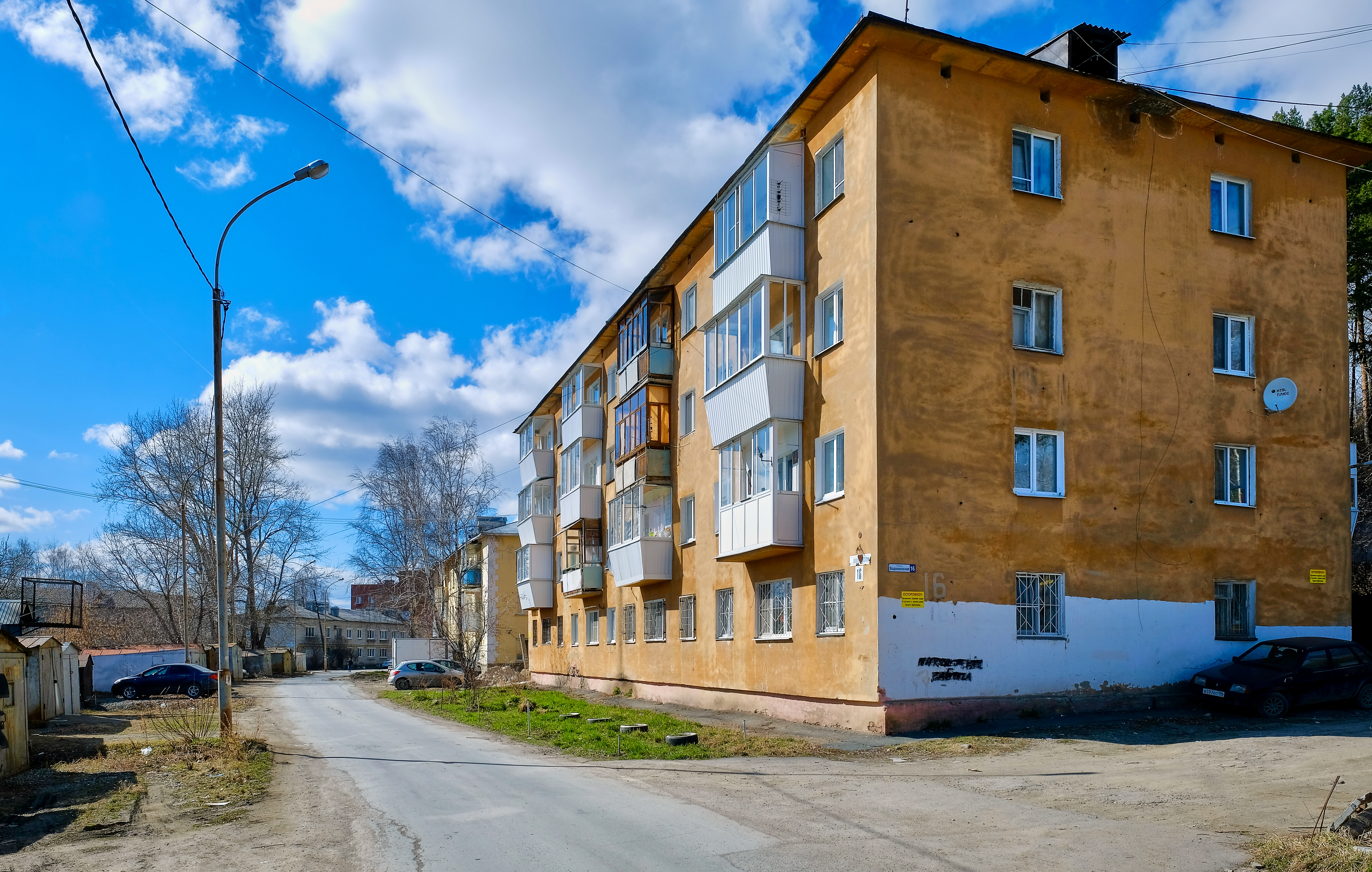
Улица Водонасосная
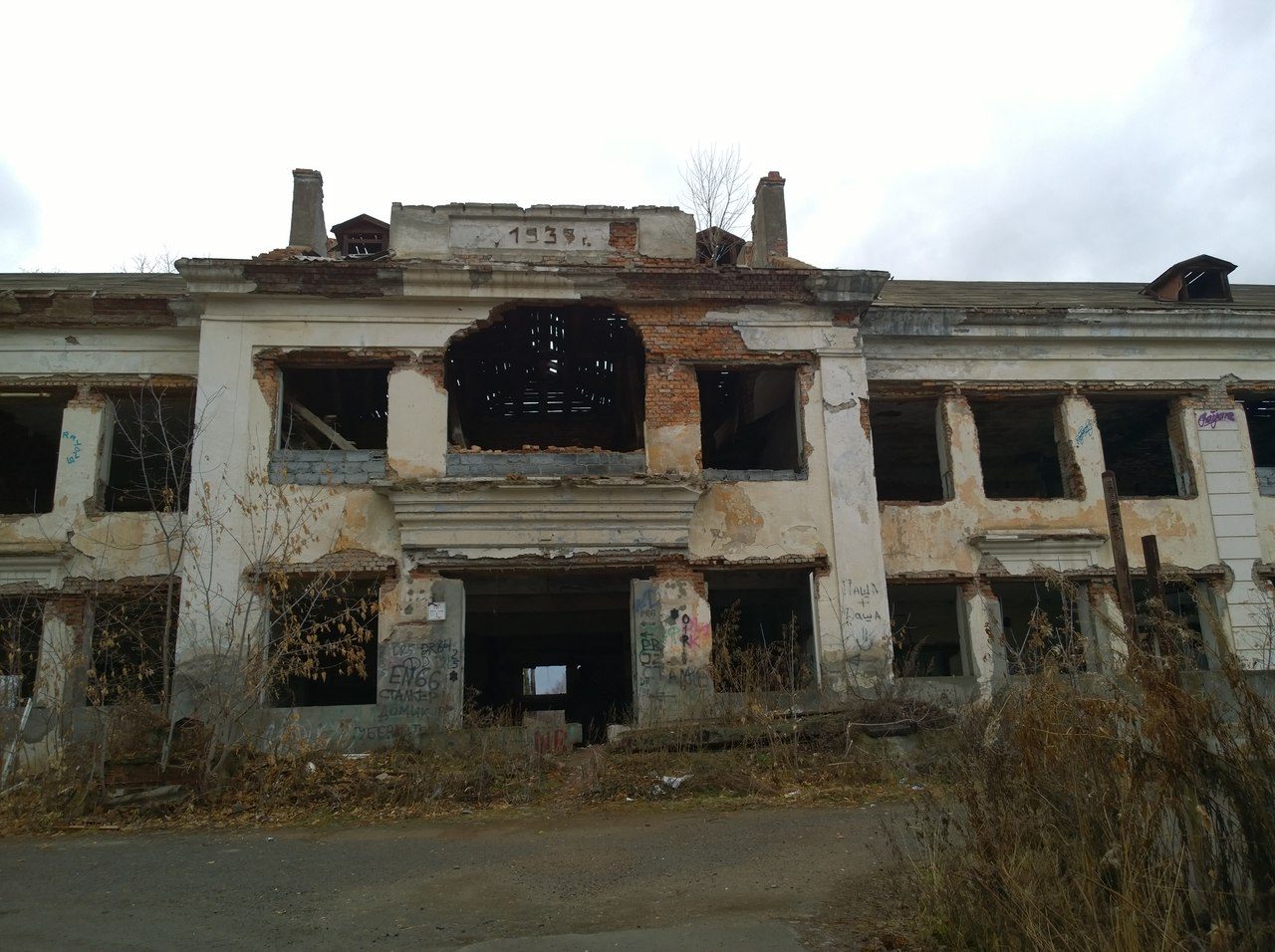
Здание заброшенной школы
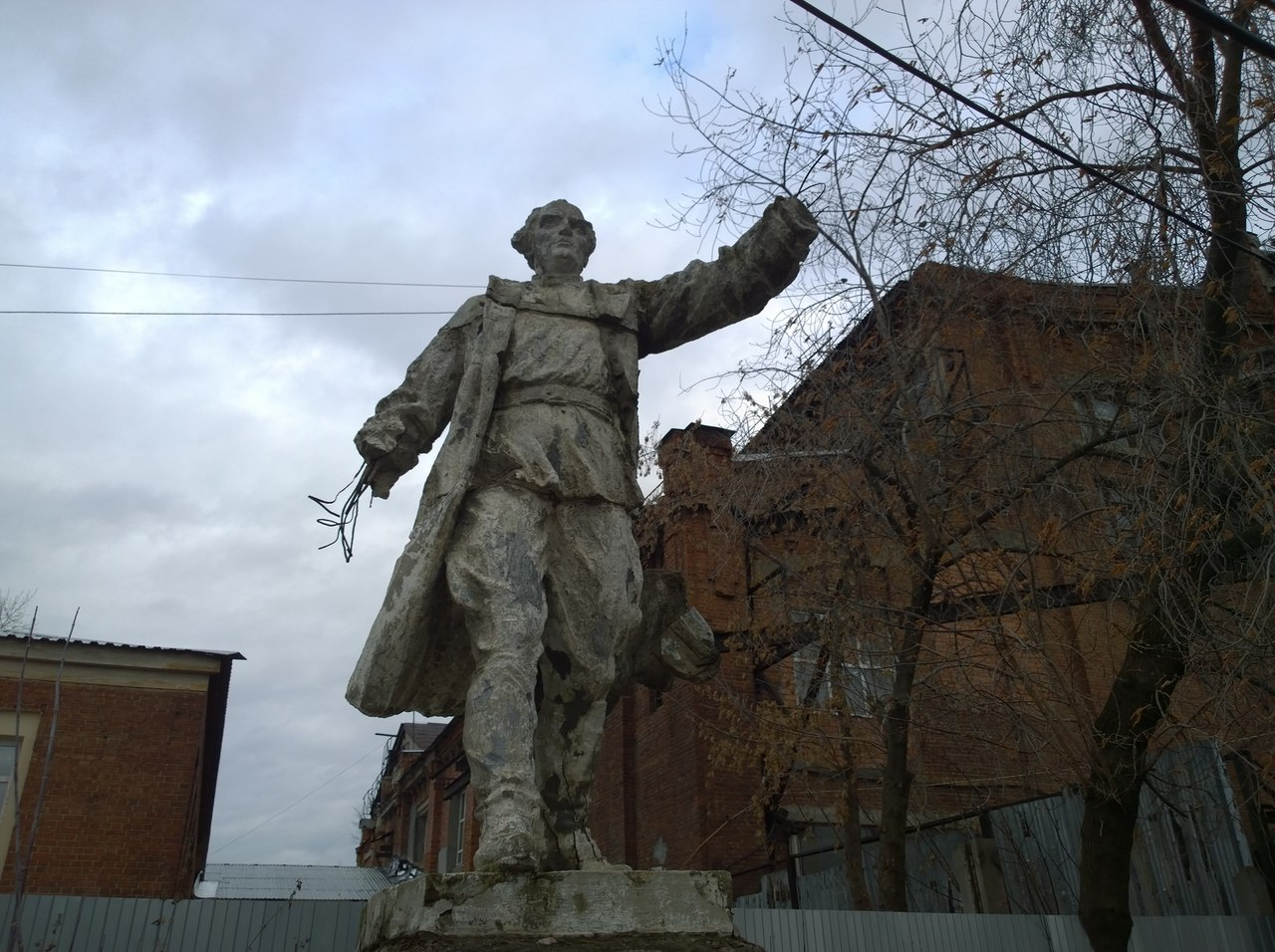
Памятник во дворе ТЭС-2
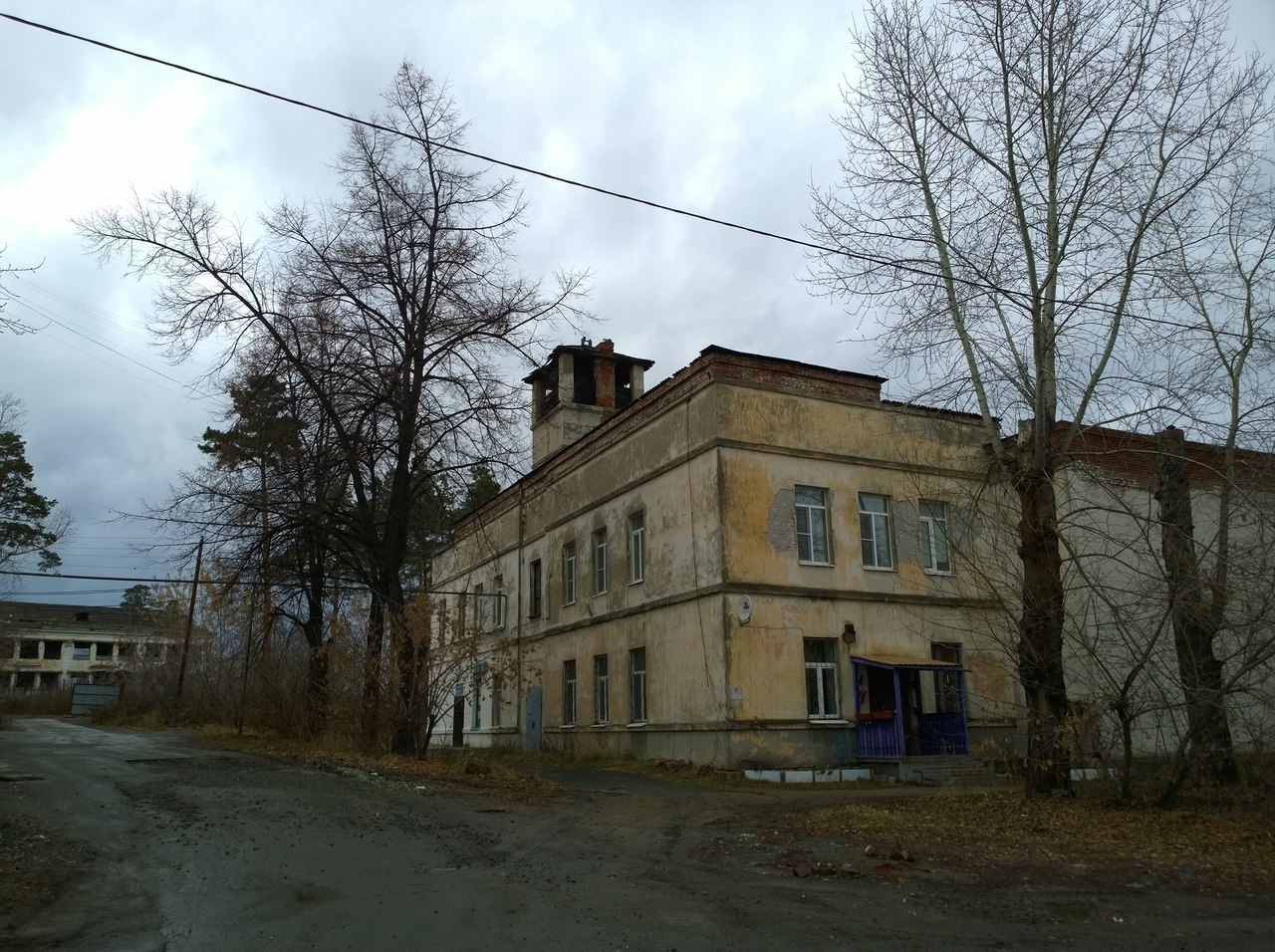
Бывшая пожарная часть
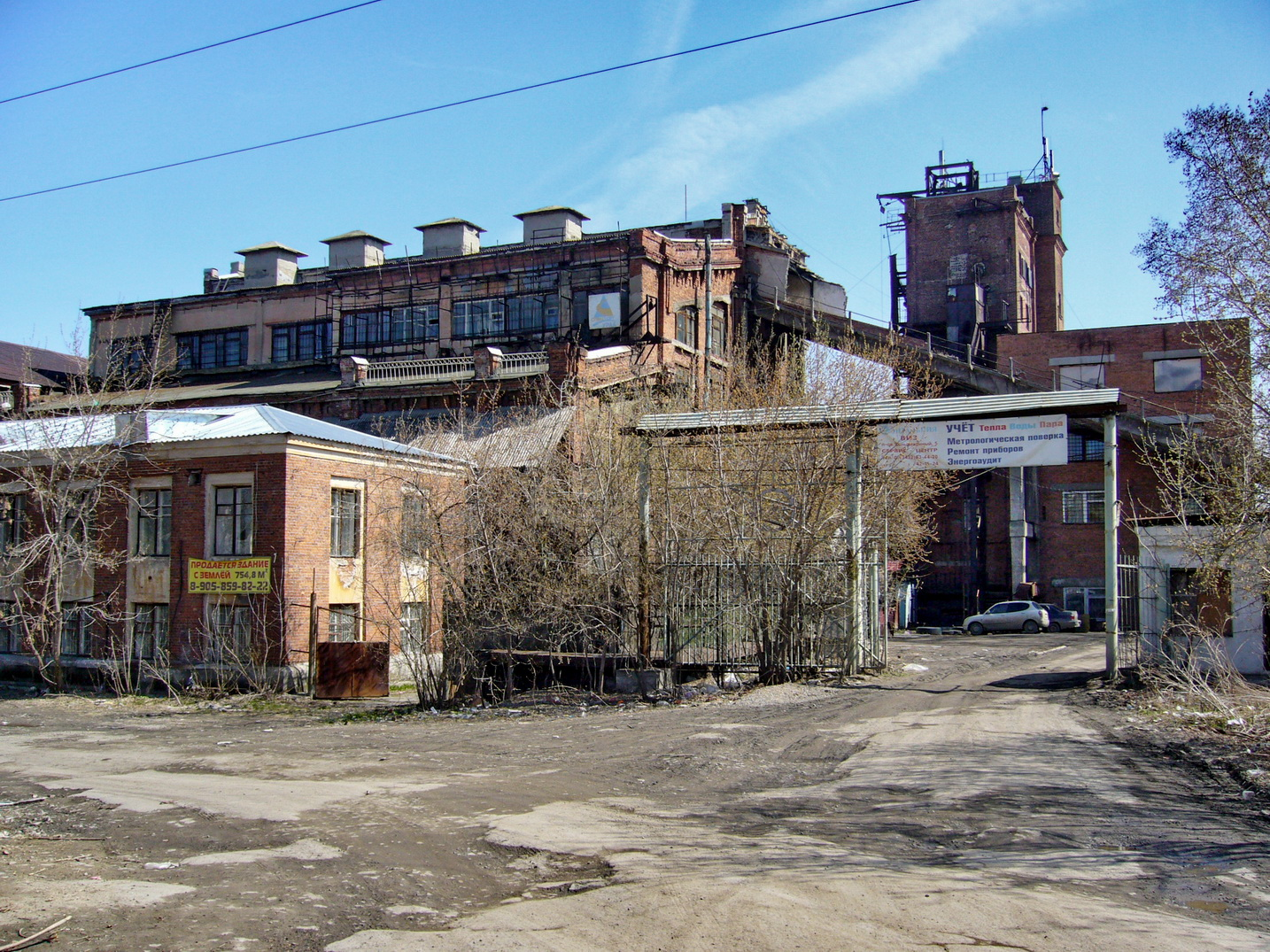
Бывшая электростанция
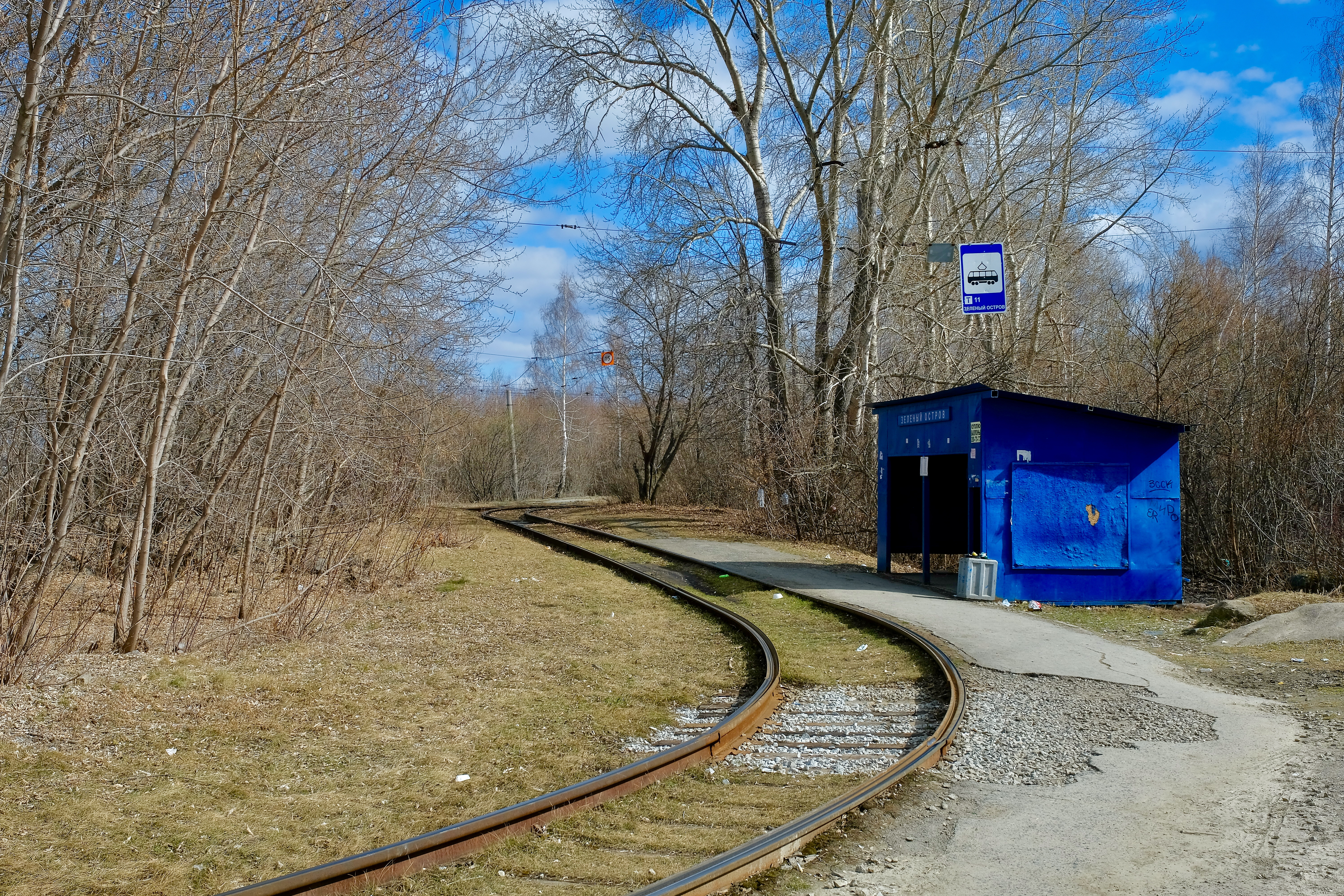
Трамвайная остановка «Зелёный остров»
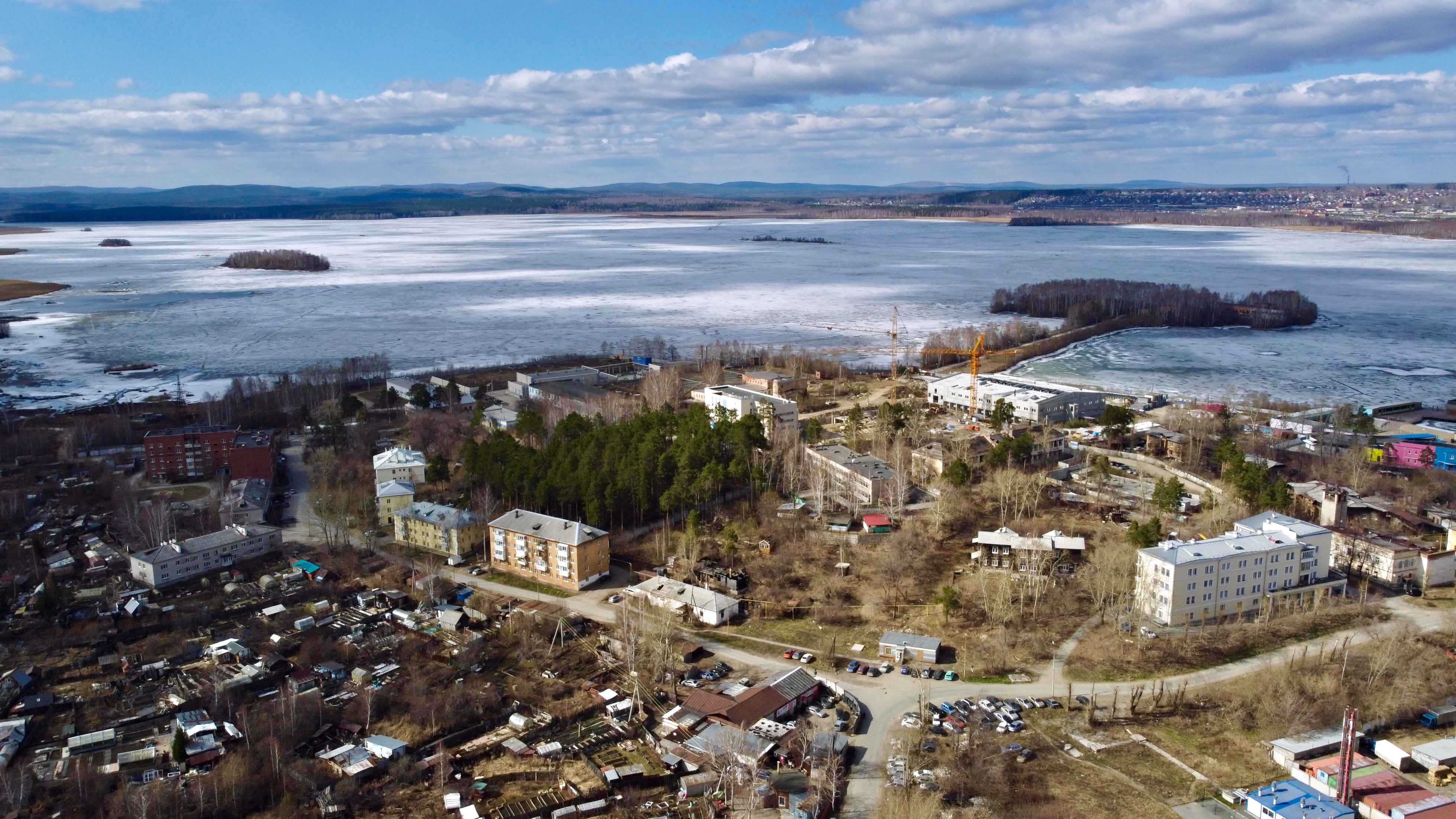
Вид с высоты